# Бразер, Абрам Маркович

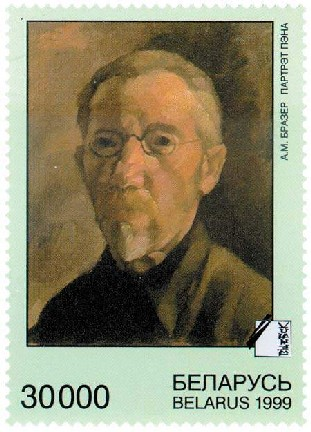
Портрет художника Ю. Пэна кисти Абрама Бразера на почтовой марке Белоруссии 1999 г.

Абра́м Ма́ркович Бра́зер (25 января 1892, Кишинёв, Бессарабская губерния — 1942, Минск) — русский и белорусский советский скульптор, график и живописец. Заслуженный деятель искусств Белоруссии (1940).
Член Бессарабского товарищества любителей искусств (Кишинёв, 1913—1916), Еврейского общества поощрения художеств (Петроград, 1915—1919), Всебелорусского объединения художников (1927—1932), Революционной организации мастеров Белоруссии (РОМБ, 1929—1932), Белорусского союза художников (с 1940 года).

## Биография
Родился в семье Меера Герш-Хаимовича Бразера (1861—?) и Миндли Бразер (1867—1899), уроженцев Бердичева. В семилетнем возрасте остался без матери, а в 1900 году отец вторично женился на Гитл Беровне Пустыльник (1873—?). В 1910 году окончил Кишинёвское художественное училище. В 1912—1916 годах стажировался в Париже, жил в знаменитом «Улье» (Ля Рюш), где сблизился с Марком Шагалом, в 1912—1914 годах учился в парижской Национальной школе изящных искусств.
По возвращении в Россию поселился в Петрограде (1916—1918), принял участие в выставке объединения «Мир искусства» в 1916 году. С 1918 года жил в Витебске, где играл заметную роль в художественной жизни города — преподавал в только что открывшейся Высшей школе искусств, занимался организацией выставок, диспутов на темы современного искусства, комплектацией Витебского музея современного искусства, создавал эскизы для праздничных украшений города.
Автор памятника швейцарскому педагогу И. Г. Песталоцци в Витебске (1920, разрушен во время бомбардировок). C 1922 года преподавал в Витебском художественно-практическом институте, оформил спектакли Еврейского театра в Витебске. С 1923 года, после кратковременного пребывания в Москве, жил в Минске, входил во Всебелорусское объединение художников и Революционную организацию художников Белоруссии, писал статьи на темы изобразительного искусства в местной прессе.
Большая персональная выставка Бразера открылась в июне 1941 года за несколько дней до начала Великой Отечественной войны. Все работы художника в этой выставке были уничтожены немцами после захвата города, а сам художник с семьёй в марте 1942 года расстрелян в минском гетто.
Уцелевшие работы Бразера (портрет Ю. М. Пэна, 1921; бюст С. М. Михоэлса, 1926 и другие) хранятся в Национальном художественном музее Республики Беларусь в Минске. 2 июля 1999 года в Белоруссии был выпущен набор из четырёх марок, посвящённых Витебской школе искусств; на одной из них изображён портрет основателя школы Юделя Пэна работы Абрама Бразера.